# Streitkräfte
Streitkräfte ist die Bezeichnung für eine spezifische Organisation von bewaffneten Menschen (Soldaten), die in Staaten speziell zur Durchführung des bewaffneten Kampfes aufgestellt, ausgerüstet, ausgebildet und geführt wird.
Sie stellen eine der Organisationsformen von Militär dar und sind eines der wichtigsten Instrumente des Staates (der militärischen Allianz/Koalition) zur gewaltsamen Durchsetzung politischer Interessen mit militärischen Mitteln.
In der deutschen Bundeswehr bilden die Streitkräfte die militärischen Organisationsbereiche, namentlich die Teilstreitkräfte Heer, Luftwaffe, Marine und Cyber- und Informationsraum sowie die Streitkräfte Zentraler Sanitätsdienst der Bundeswehr und Streitkräftebasis. Nicht Teil der Streitkräfte sind die zivilen Organisationsbereiche der Bundeswehrverwaltung (Personal, Ausrüstung, Informationstechnik und Nutzung und Infrastruktur, Umweltschutz und Dienstleistungen sowie die Militärseelsorge, die Rechtspflege der Bundeswehr) und die dem Bundesministerium der Verteidigung (BMVg) unmittelbar nachgeordneten Dienststellen. Auch das BMVg selbst ist weder Teil der Streitkräfte, noch der Bundeswehr. Vielmehr bildet die Bundeswehr organisatorisch die Gesamtheit des nachgeordneten Bereichs des Ministeriums.

## Begriffsgeschichte
Bereits vor dem 18. Jahrhundert wurde mit Militär (von lateinisch militaris, entlehnt vom franz. militaire) allgemein jene Erscheinungsform gesellschaftlicher (sozialer) Aktivität bezeichnet, bei der sich Menschen (-gruppen) in Staaten bewaffnen, um mit Gewalt ihre politischen Ziele umzusetzen. Daneben kann in der Einzahl (singulär) auch nur eine bewaffnete Person aus der o. g. Gruppe gemeint sein.
Ursprünglich waren Heer bzw. Armee und Flotte zur Beschreibung ausreichend. Erst Anfang des 19. Jahrhunderts benutzt Carl von Clausewitz in seinem Hauptwerk Vom Kriege durchgängig den zusammenfassenden (Streitkraft-) Streitkräfte-Begriff.
Nach dem Jahr 1850 tauchte auch in Pressepublikationen und wissenschaftlichen Schriften die allgemeine Bezeichnung Streitkräfte auf.
Als synonymer Begriff wird Streitmacht verwendet. Die umgangssprachlichen Bezeichnungen Militär oder Armee sind nicht bedeutungsgleich (kongruent) zu Streitkräften.
Neben den Streitkräften sind weitere Organisationsformen von Militär benannt als Paramilitär, Miliz, Gendarmerie, Grenzpolizei, Grenzschutz, Grenztruppen und Nationalgarde. Außerdem treten militärische Formationen privater Sicherheits- und Militärunternehmen in Erscheinung. Mit dem Begriff „militärische Organisationsform“ können auch die bewaffneten Formationen von Gemeinwesen mit pseudostaatlichem Charakter bezeichnet werden (z. B. im ehemaligen Kalifat Islamischen Staat im Irak und in Syrien [ISIS] sowie im Irak und in der Levante [ISIL] oder Taliban im ehemaligen Islamischen Emirat Afghanistan).

## Funktionen, Auftrag, Aufgaben der Streitkräfte

### Mögliche Funktionen der Streitkräfte
Reale Sicherheitspolitik muss die veränderten Wirkungsbedingungen für den Einsatz von militärischer Gewalt im Nuklearzeitalter mittels Streitkräften berücksichtigen. Die Verhinderung von bewaffneten Konflikten (Kriegen) erhält prioritäre Bedeutung bei der Zuweisung der Funktionen für Streitkräfte.
Folgende Funktionen sind gewöhnlich im Auftrag für Streitkräfte abgebildet:
- Funktion im Rahmen der Verhütung und Beilegung von Konflikten an den Außengrenzen des Staates (des Staatenbündnisses, der Koalition);
- Funktion als militärische Komponente im Innern des Staaten-(Militär-)Bündnisses bei spezifischen Bedrohungen sowie bei Ausnutzung der Potenzen der Streitkräfte als Bindeglied zwischen den Teilnehmerländern;
- Funktion zur Unterstützung der inneren Sicherheitskräfte bei spezifischen Bedrohungen;
- Funktion bei der Sicherung der freien Verbindungs- und Handelswege in allen Sphären;
- Funktion bei der internationalen Rüstungskontrolle und vertragsgerechten Abrüstung;
- Funktion in friedenserhaltenden Missionen im Auftrag der Vereinten Nationen;
- Nebenfunktion zur Sicherstellung des diplomatischen und staatlichen Zeremoniells;
- Nebenfunktion zur Rettung und Hilfeleistung bei Havarien und Katastrophen sowie zu Hilfeleistungen für die Allgemeinheit.

### Auftrag der Streitkräfte
Die Streitkräfte als mit Kriegswaffen ausgestattete Träger der Staatsgewalt erfüllen hoheitliche Aufgaben zur Gewährleistung der äußeren Sicherheit. In den meisten Staaten können sie bei besonderem Bedarf und in bestimmten Anlassfällen zusätzlich mit Aufgaben zur Verstärkung der Polizei zum Schutz der inneren Sicherheit betraut werden.
Neben der Verteidigung können die Streitkräfte auch weitreichendere Aufträge erhalten, die Aufgabengebiete wie die Friedenssicherung nach Kapitel VI und VII der UN-Charta (z. B. bei internationalen Blauhelmeinsätzen), die Durchsetzung der wirtschaftlichen und politischen Interessen im Rahmen vertraglicher internationaler Bündnisverpflichtungen, die Rettung und Hilfeleistung (Katastrophenhilfe) sowie die Sicherstellung des diplomatischen und staatlichen Zeremoniells umfassen.

### Aufgaben am Beispiel der Bundeswehr
Das Weißbuch zur Sicherheitspolitik und zur Zukunft der Bundeswehr (2016) leitet den Auftrag für die Bundeswehr, als ein wesentliches Instrument der Sicherheits- und Verteidigungspolitik Deutschlands, aus den verfassungsrechtlichen Vorgaben sowie aus Deutschlands Werten, Interessen und strategischen Prioritäten ab.
Abgeleitet aus ihrem Auftrag nimmt die Bundeswehr in einem gesamtstaatlichen Ansatz folgende Aufgaben wahr:
- Landes- und Bündnisverteidigung im Rahmen der NATO und der EU;
- internationales Krisenmanagement, einschließlich aktiver militärischer und zivil-militärischer Beiträge;
- Heimatschutz, nationales Risiko- und Krisenmanagement und subsidiäre Unterstützungsleistungen in Deutschland;
- Partnerschaft und Kooperation auch über EU und NATO hinaus;
- humanitäre Not- und Katastrophenhilfe.

Hinzu treten als durchgängig wahrzunehmende Aufgaben:
- Verteidigungsaspekte der gesamtstaatlichen Cybersicherheit, Beiträge zum gesamtstaatlichen Lagebild im Cyber- und Informationsraum im Rahmen der nationalen und multinationalen Sicherheitsvorsorge sowie die Gewährleistung der Cybersicherheit in den bundeswehreigenen Netzen;
- Unterstützungsleistungen zum Erhalt und zur Weiterentwicklung nationaler Schlüsseltechnologiefelder sowie zur Förderung partnerschaftlicher, insbesondere europäischer und atlantischer Ansätze bei Forschung, Entwicklung und Nutzung von Fähigkeiten und
- alle Maßnahmen zur Aufrechterhaltung des Betriebes im In- und Ausland.

## Merkmale, Aufbau, Struktur, Auffüllung und Führung

### Charakteristische Merkmale der Streitkräfte
Die jeweilige politische Ordnung des Staates wirkt bestimmend auf die politische Funktion, den sozialen Charakter, die historische Rolle und das moralische Antlitz der Streitkräfte. Für die Zuverlässigkeit der Streitkräfte als politisches Instrument bürgt in erster Linie die Geisteshaltung des Offizierskorps.
Die militärischen Merkmale der Streitkräfte, wie Bewaffnung, Ausrüstung, Organisations- und Einsatzprinzipien sowie Kampfmöglichkeiten werden von den konkreten politischen Zielen des Staates (der Staatengruppe) beeinflusst.
Wesentliche Einflussfaktoren auf die Streitkräfte erwachsen aus dem ökonomischen Potenzial und den wirtschaftlichen Möglichkeiten des Landes (der Koalition). Die militär-strategischen Bedingungen und militär-geographischen Faktoren sowie das wissenschaftlich-technische Potenzial des Landes (der Koalition) bestimmen die Wesensmerkmale der jeweiligen Streitkräfte.
Die Unterhaltung von Streitkräften ist finanzierungsintensiv und macht meist einen beachtlichen Teil der Staatsausgaben aus. Daher gibt es Staaten ohne Streitkräfte. In Militärbündnissen wie der NATO sollen die finanziellen Lasten auf mehrere Mitglieder verteilt werden und die militärischen Aufgaben für ein gemeinsames Schutzbedürfnis kollektiv abgesichert werden.

### Reguläre und irreguläre Streitkräfte
Aus völkerrechtlicher Sicht ist nach Genfer Konvention und Haager Landkriegsordnung zwischen regulären und irregulären Streitkräften zu unterscheiden.
Reguläre Streitkräfte sind bewaffnete Kräfte, die von einem Staat auf Grund der (Verteidigungs-) Wehrgesetzgebung aufgestellt werden. Dazu gehören auch Milizen, Gendarmerie (Polizei), halbmilitärische Organisationen und Freiwilligenformationen, die zu Beginn oder im Verlauf von bewaffneten Konflikten in diese Streitkräfte eingegliedert und zu Kampfhandlungen eingesetzt werden. Nach humanitärem Völkerrecht zählen diese Personen als Kombattanten.
Als irreguläre Streitkräfte werden bewaffnete Kräfte bezeichnet, die nicht in die regulären Streitkräfte eingegliedert wurden. Dazu zählen Polizeikräfte (ausgenommen Bereitschaftskräfte), Milizen, halbmilitärische Organisationen, Kräfte der organisierten Widerstandsbewegung (Guerillas, Partisanen), die sowohl innerhalb als auch außerhalb des eigenen Territoriums kämpfen können. Denselben Status bekommen Teile der Zivilbevölkerung, die unmittelbar beim Herannahen des Gegners zu den Waffen greifen.
Nach dem Völkerrecht müssen reguläre wie irreguläre Streitkräfte im bewaffneten Konflikt (Krieg) vier Bedingungen erfüllen:
- an ihrer Spitze muss ein Kommandeur (ein Befehlshaber, eine Führungsperson, ein einheitliches Kommando) stehen und gegenüber dem Staat die Führung verantworten;
- sie müssen als Kriegführende gekennzeichnet sein;
- sie müssen die Waffen offen führen und
- sie müssen die Normen des Völkerrechts, die Regeln und Gebräuche des Krieges kennen und einhalten.

Dazu müssen die Soldaten einem internen Disziplinarsystem unterliegen, das im Anlassfall die Einhaltung der Normen und Regeln der Kriegführung durchsetzt.

### Aufbau der Streitkräfte

#### Präsenzformen der Streitkräfte
Hinsichtlich der Präsenzdauer militärischer Formationen hat sich aus dem Vasallenheer und dem im 11. Jahrhundert aufkommenden Ritterheer schließlich seit dem 17. Jahrhundert die Präsenzform Stehendes Heer in den feudalabsolutistischen Ländern in Europa durchgesetzt.
Charakteristisch für Stehende Heere sind eine ständig verfügbare Anzahl von militärischen Formationen mit ausgebildeten Soldaten unter Waffen sowie eine bestimmte Bevorratung an materiellen Gütern in Arsenalen (Lagern, Basen), um dadurch jederzeit handlungsbereit zu sein. Vorteile der Präsenzstreitkräfte werden in der besseren und einheitlicheren Ausbildung, sowie in der schnelleren Verfügbarkeit und Zuverlässigkeit gesehen. Seit dem 20. Jahrhundert ist aufgrund der Komplexität im Militärwesen und der waffentechnischen Entwicklung dieses Präsenzprinzip zum Standard geworden und im Modell der Berufsarmee zu finden.
Das komplementäre System ist eine Milizarmee (Milizorganisation, „Bedarfsarmee“), die im Unterschied zum Stehenden Heer in Friedenszeit lediglich über einen relativ kleinen Stamm von Berufssoldaten (Kadern) für Ausbildung und höhere Stabsarbeit verfügt. Sie besitzt keinen ständigen Truppenkörper. Mannschaften, Unteroffiziere und die Masse der Offiziere werden in kurzfristigen Lehrgängen und Übungen aus- und weitergebildet.
Erhebliche Anstrengungen sind auf ein funktionierendes System der Mobilmachung zu richten. Die frühzeitige Einlagerung von Waffen, Ausrüstung und materiellen Mitteln ist erforderlich. Vorteile werden bei den günstigeren Betriebs- und Unterhaltungskosten und in der Schonung von personellem Potenzial ausgemacht. Nur im vorgegebenen Anlassfällen werden Milizformationen voll aufgefüllt, ausgebildet, eingesetzt und geführt.
Häufig ist die Kombination beider Präsenzformen anzutreffen. Zu dieser grundlegenden Erkenntnis aus den Kriegen des 19. Jahrhunderts gelangte Friedrich Engels schon im Jahre 1868: „[…] jede rationelle Militärorganisation irgendwo zwischen der preußischen [stehendes Heer] und der schweizerischen [Miliz] in der Mitte liegt – wo? Das hängt von den jeweiligen Umständen ab.“
Eine weitere Alternative ist bei mehr als 20 Staaten ohne Militär festzustellen. Diese verfügen demzufolge über keinerlei stehendes Heer (Streitkräfte). Als Sonderfall gilt Japan: nach Verfassung soll kein Militär unterhalten werden. Die Selbstverteidigungsstreitkräfte in einer Stärke von fast 250 000 Soldaten haben faktisch Streitkräftecharakter; sie nehmen auch an UN-Missionen teil.

#### Bereitschaftsgrad der Streitkräfte
Den Hauptteil der modernen Streitkräfte bilden die in Friedenszeiten aufgestellten und ausgebildeten Truppen (Kräfte) in den Standorträumen (Garnisonen, Übungsplätzen, Liegeplätzen, Basen) des Landes (der Koalition).
Die Fähigkeit der Streitkräfte oder deren einzelner Gliederungsformationen, mit geschlossenen militärischen Handlungen oder mit der Erfüllung von Gefechtsaufgaben nach einer bestimmten Vorbereitungszeit zu beginnen, wird in verschiedenen Bereitschaftsgraden (-stufen) ausgedrückt.
Diese Stufen der Bereitschaft (Gefechtsbereitschaft) tragen unterschiedliche Bezeichnungen, z. B.:
- Garnisonsdienst, Ständige Bereitschaft; Wachdienst, 24-Stunden-Dienst;
- Diensthabendes System; Alarmeinheiten, Eingreiftruppen, Einsatzgruppen;
- Erhöhte (Führungs-/Gefechts-) Bereitschaft;
- Volle (Gefechts-) Bereitschaft.

Bei drohendem bewaffneten Konflikt (Krieg) werden die im verringerten Bestand unterhaltenen Truppen (Kräfte, Führungsorgane) mittels frühzeitig geplanter Mobilmachung auf „Kriegsstärke“ gebracht. Zugleich werden durch Neuaufstellung zusätzliche militärische und nichtmilitärische Formationen mobilgemacht, die zur Verstärkung bzw. Unterstützung der Streitkräfte bestimmt sind.

#### Gliederung in Teilstreitkräfte
Die Streitkräfte sind in Teilstreitkräfte (TSK), Spezialkräfte (SpezKr) und Sicherstellungskräfte (SstKr) gegliedert.
Eine Teilstreitkraft (abgekürzt TSK; englisch military branch oder armed service) ist als Bestandteil der Streitkräfte bestimmt zu Kampfhandlungen in hauptsächlich einer Dimension/ Sphäre(einem Raum / Bereich):
- zu Lande / am Boden – Landstreitkräfte, Heer;
- in der Luft / im Luftraum – Luftstreitkräfte, Luftwaffe;
- zu Wasser / zur See – Seestreitkräfte, Marine;
- im Weltraum – Weltraumstreitkräfte;
- im Cyberspace – Kräfte für den Cyberkrieg.

Das artspezifische Wehrmaterial (die Waffensysteme und Ausrüstung) sowie die spezifische Gliederung, Ausbildung und Versorgung entsprechen der gewählten Dimension/Sphäre.
Teilstreitkräfte werden in der Regel durch ein Oberkommando geführt.
Die Streitkräfte der Bundeswehr bestehen aus den drei Teilstreitkräften Heer, Luftwaffe und Marine sowie aus drei weiteren militärischen Organisationsbereichen, der Streitkräftebasis (SKB), dem Cyber- und Informationsraum (CIR) und dem Zentralen Sanitätsdienst der Bundeswehr.

#### Weitere Truppen-, Waffen- und Kräftegattungen
Zum Bestand der Teilstreitkräfte können weitere Gattungen gehören, z. B.:
- Küstentruppen der (See-)Kriegsflotte mit Marineinfanterie, Küsten-Raketen-Artillerie;
- Seelandungskräfte aus den Landstreitkräften (dem Heer).

### Strukturelemente in den Streitkräften

#### Taktische Strukturelemente
Als taktische Einheiten werden bezeichnet: der Trupp, die (Panzer-) Besatzung, die (Geschütz-) Bedienung; die Gruppe, der Halbzug, die Rotte / das Paar (Flugobjekte); der Zug, der Schwarm / die Kette (Flugobjekte); die Kompanie / Batterie / Staffel (Flugobjekte). Das Bataillon, die Abteilung als größte taktische Einheit wird auch als (kleinster) taktischer Verband eingeordnet.
Zu ihrem (strukturell reinen) Bestand gehört nur eine Art der (Truppen-)Waffengattungen, (Kräfte-) Fliegergattungen, Spezialtruppen und Dienste. Die Zuteilung von Unterstützungs- und Verstärkungsmitteln aus anderen Gattungen, Spezialtruppen und Diensten ist üblich.
Die Einheitsführer tragen die Bezeichnung: Trupp-, Geschütz-, Gruppen-, Zugführer; (Panzer-) Kommandant; Kompanie-/ Batteriechef (-führer); Kommandeur des Bataillons/der Abteilung.
Als taktische Truppenteile gelten die Strukturelemente: Regiment, Geschwader, selbstständige Bataillone (Abteilungen). In verschiedenen Teilstreitkräften wird die Brigade als taktischer Truppenteil angesehen.
Die von einem Kommandeur geführten Truppenteile haben in ihrem strukturmäßigen Bestand stets Einheiten mehrerer Arten von (Truppen-) Waffengattungen, (Kräfte-) Fliegergattungen, Spezialtruppen und Dienste, die für das (taktische) Gefecht der verbundenen Waffen erforderlich sind. Die Zuteilung von weiteren Verstärkungsmitteln, Unterstützungs- und Sicherstellungsmitteln aus anderen Gattungen, Spezialtruppen und Diensten ist möglich.
Als taktischer Verband werden bezeichnet: die Brigade und die Division – größter taktischer Verband, auch als Großverband bezeichnet.
Die von einem Kommandeur geführten Divisionen haben in ihrem strukturmäßigen Bestand stets Truppenteile und Einheiten mehrerer Arten von (Truppen-) Waffengattungen, (Kräfte-) Fliegergattungen, Spezialtruppen und Dienste, die einen hohen Grad an Selbstständigkeit bei taktischen Gefechtshandlungen mit verbundenen Waffen gewährleisten. Sie verfügen über einen hohen Grad an Selbstständigkeit in Administration und Versorgung. Die Zuteilung von weiteren Verstärkungsmitteln, Unterstützungs- und Sicherstellungsmitteln aus anderen Gattungen, Spezialtruppen und Diensten ist die Regel.
Nach Teilstreitkräften werden Divisionen unterschieden in: Mechanisierte Division, Panzergrenadier-, Mot.-Schützen-, Panzer-, Luftlande-, Jagdflieger-, Jagdbomberflieger-, Marineinfanteriedivision.
Die Brigaden bilden in einigen Ländern den Hauptbestandteil der Divisionen. Zu ihrem strukturmäßigen Bestand gehören neben den Brigade-Führungsorganen die Brigadetruppen (Truppenteile und Einheiten) mehrerer Arten von (Truppen-)Waffengattungen, (Kräfte-) Fliegergattungen, Spezialtruppen und Dienste. Der Bestand ist nicht konstant.
Nach Teilstreitkräften werden Brigaden unterschieden in: Infanterie-, Mechanisierte Infanterie-, Panzergrenadier-, Mot.-Schützen-, Panzer-, Raketen-, Artillerie-, Pionier-, U-Boot-, Zerstörer-, Grenzbrigaden.

#### Operative Streitkräfteformationen
Als operativ-taktischer Verband (auch Vereinigung) wird das Korps eingeordnet.
Die von einem Korpskommandeur (Kommandierenden General) geführten operativen Verbände verfügen in ihrem regulären Bestand über zwei bis vier taktische Verbände sowie Korpstruppen (Truppenteile und Einheiten) mehrerer Arten von (Truppen-)Waffengattungen, (Kräfte-) Fliegergattungen, Spezialtruppen und Dienste, die für selbstständige operative Kampfhandlungen (Operationen) erforderlich sind. Die Zuteilung von weiteren Verstärkungsmitteln, Unterstützungs- und Sicherstellungsmitteln aus anderen Gattungen, Spezialtruppen und Diensten ist von den gestellten operativen Aufgaben abhängig.
Nach Teilstreitkräften werden unterschieden: Armeekorps, Jagdfliegerkorps, Bombenfliegerkorps, Luftverteidigungskorps, Flottenbasis.
Als operativer Verband wird die Streitkräfteformation Armee bezeichnet.
Die Armee ist ein von einem Befehlshaber geführter operativer Verband der Teilstreitkräfte, der in seinem strukturmäßigen Bestand neben den Armee-Führungsorganen die Armeetruppen (Truppenteile und Einheiten) mehrerer Arten von (Truppen-)Waffengattungen, (Kräfte-) Fliegergattungen, Spezialtruppen und Dienste aufnimmt. Der Bestand ist nicht konstant, er wird von den zu lösenden operativen Aufgaben beeinflusst.
Zum wechselnden Bestand gehören vier bis sechs taktische Verbände (Division, Brigade), die für selbstständige operative Kampfhandlungen (Armeeoperationen, Schlachten) erforderlich sind. In einzelnen Fällen werden operativ-taktische Verbände (Korps) aufgenommen. Die Zuteilung von weiteren Verstärkungsmitteln, Unterstützungs- und Sicherstellungsmitteln aus anderen Gattungen, Spezialtruppen und Diensten ist von den gestellten operativen Aufgaben abhängig.
Nach Teilstreitkräften werden unterschieden: (allgemeine) Armee, Panzerarmee, Luftlandearmee, Luftarmee, Luftverteidigungsarmee.
Umgangssprachlich wird die Bezeichnung Armee sowohl für die Gesamtheit der Streitkräfte eines Staates als auch nur für die Landstreitkräfte (das Heer) gebraucht.

#### Operativ-strategische Streitkräfteformationen
Als operative Vereinigung werden bezeichnet: die Front, die Heeresgruppe, die Armeegruppe.
Die Front ist die von einem Oberbefehlshaber (Oberkommandierenden) geführte höchste operative Vereinigung von operativen Verbänden der Teilstreitkräfte, von selbstständigen operativ-taktischen Verbänden der Waffengattungen sowie von taktischen Verbänden, Truppenteilen und Einheiten der Spezialtruppen und Dienste.
Der Bestand ist nicht konstant, er hängt von den zu lösenden Aufgaben und dem Charakter des jeweiligen Kriegsschauplatzes ab. Zu ihrem strukturmäßigen Bestand gehören ein operatives Führungsorgan sowie eine flexibel zugeordnete Anzahl Fronttruppen (Truppenteile und Einheiten) mehrerer Arten von (Truppen-) Waffengattungen, (Kräfte-) Fliegergattungen, Spezialtruppen und Dienste. Zum wechselnden Bestand gehören mehrere operative und operativ-taktische Verbände, die für selbstständige operative Kampfhandlungen (Frontoperationen) auf dem (Teil-) Kriegsschauplatz erforderlich sind.
Bei Handlungen mehrerer operativer Vereinigungen (einer Gruppe von Fronten) auf einem Kriegsschauplatz mit anliegenden Randmeeren kann eine operativ-strategische Vereinigung geschaffen werden, die strategische Operationen in mehreren strategischen Räumen und in mehreren strategischen Richtungen koordiniert und führt.

### Personelle Auffüllung der Streitkräfte
Zur Auffüllung der Streitkräfte mit Personal kommen drei grundlegende Verfahren zur Anwendung:
- Einberufung für einen begrenzten Zeitraum (im Verteidigungsfall auch unbegrenzt) aufgrund einer Wehrpflicht;
- freiwillige Verpflichtung für einen begrenzten Zeitraum als Soldat auf Zeit (SaZ);
- freiwillige Verpflichtung auf Lebenszeit als Berufssoldat.[3]

### Führung der Streitkräfte
Die verfassungsrechtliche Führung der Streitkräfte wird in der Regel dem Staatsoberhaupt zugeordnet.
Die unmittelbare Befehls- und Kommandogewalt über die Streitkräfte liegt beim fachlich zuständigen Minister (für Verteidigung bzw. Krieg) des Landes, der diese in den meisten Fällen über den Chef des Generalstabes (in Deutschland – den Generalinspekteur) der Streitkräfte ausübt.